# キャム・ギガンデット
キャム・ギガンデット、またはキャム・ジガンデ（Cam Gigandet, 本名: Cam Joslin Gigandet, 1982年8月16日 ‐ ）はアメリカ合衆国で活動する俳優。日本ではカム・ジガンデイと表記されることが多い。

## 略歴
1982年8月16日、アメリカ合衆国ワシントン州タコマに生まれた。姉がいる。
『The O.C.』のヴォルチェック役で知られている演技派俳優である。

## 私生活
2009年4月14日、キャムとガールフレンドのドミニク・ガイセンドーフとの間に娘のエヴァーリーレイが産まれた。
2015年、第3子が誕生。

## 主な出演作品
- The O.C. The O.C.  (2005年）
- ネバー・バックダウン Never Back Down （2008年）
- トワイライト〜初恋〜 Twilight （2008年）
- アンボーン The Unborn （2009年）
- パンドラム Pandorum （2009年）
- エクスペリメント The Experiment （2010年）
- 小悪魔はなぜモテる?! Easy A （2010年）
- バーレスク Burlesque （2010年）
- ザ・ルームメイト The Roommate （2011年）
- プリースト Priest （2011年）
- ブレイクアウト Trespass （2011年）
- ネイビーシールズ: チーム6 Seal Team Six: The Raid on Osama Bin Laden （2012年）
- ブライド・ウエポン
In the Blood（2014年）
- マグニフィセント・セブン The Magnificent Seven （2016年）
- ザ・シャドウエフェクト The Shadow Effect （2017年）
- デンジャラス・ライ Dangerous Lies (2020年)
- バイオレント・ナイト Violent Night (2023年)